# Gauri Shankar Kalita
Gauri Shankar Kalita, in assamese: গৌৰীশংকৰ কলিতা (Sarupathar, 1955 – Guwahati, 9 giugno 2010), è stato un giornalista indiano.
Originario dell'Assam, fu uno dei più importanti giornalisti in questo Stato del nord-est.
Nato in una famiglia kshatriya, si laureò presso il Cotton College di Guwahati, una delle principali istituzioni educative dell'Assam. Si avvicinò al marxismo in gioventù (nel 1978 fu l'unico rappresentante indiano a Ulan Bator, in occasione della Conferenza Internazionale della Gioventù ed il suo discorso venne trasmesso alla televisione sovietica).
Ottimo conoscitore della lingua inglese (oltre naturalmente che della lingua assamese), Gauri Shankar Kalita scriveva per uno dei maggiori quotidiani del nord-est, The Sentinel ed era direttore delle edizioni dell'Arunachal Pradesh e del Meghalaya. Fu inoltre direttore del The North East Times e del principale quotidiano in lingua assamese Janasadharan.
È morto il 9 giugno 2010 per un attacco cardiaco.
Alla sua morte, Tarun Kumar Gogoi, capo di governo dell'Assam (Chief Minister), si espresse in questi termini: "Kalita aveva una profonda conoscenza e comprensione dei problemi che affliggono lo Stato e la regione e ha creato un'opinione pubblica attraverso i suoi scritti. Il vuoto creato con la sua morte sarà difficile da colmare". Un anno dopo la sua morte, in una cerimonia commemorativa a Guwahati, il fondatore del The Sentinel, DN Bezboruah, ha definito la scomparsa di Kalita una grande perdita per il popolo dell'Assam.
Sua moglie, Garima Kalita, è lecturer presso l'Udalguri College, in Assam.